# 粗頭腔吻鱈
粗頭腔吻鱈，為輻鰭魚綱鱈形目鼠尾鱈科的其中一種。分布於西南太平洋紐西蘭海域，屬深海底棲性魚類，棲息深度33-335公尺，體長可達34公分，生活習性不明。